# Sergej Kočetkov
Sergej Viktorovič Kočetkov (in russo Сергей Викторович Кочетков?; Mosca, 7 agosto 1973) è uno schermidore russo, specializzato nella spada. Ha vinto una medaglia d'oro ed una d'argento ai Campionati mondiali di scherma.